# Expovita
Die Expovita (Eigenschreibweise EXPOVITA) war die zentrale und bedeutendste Sport- und Freizeitausstellung in der DDR (einschließlich Mustermesse). Sie wurde seit 1969 jährlich auf den Leipziger Herbstmessen offeriert. Die Bezeichnung ist ein Kurzwort bestehend aus einem Teil von Exposition (lateinisch Ausstellung) oder/und Export sowie Vita (lateinisch Leben).

## Expovita in der DDR

### Messe / Ausstellung
Koordinierendes und organisierendes Zentrum der Expovita war das Sportgeräte-Kombinat GERMINA. Im Rahmen der Expovita wurde das Leistungsangebot für Sport und Freizeit von 22 Industriezweigen der DDR gezeigt. Auf ihr waren circa 50 Kombinate und 220 Betriebe sowie Außenhandels- und Binnenhandelsorgane vertreten. Von 1969 bis 1990 war Wolfgang Neupert, der Kombinatsdirektor der GERMINA, auch Direktor der für die DDR außenhandelspolitisch wichtigen Branchenausstellung Expovita. Sie hatte ihren Sitz in Leipzig, Petersstraße 39/41.
Im halbjährigen Wechsel mit der Elektroindustrie fand die Expovita in der Halle 18 jeweils zur Leipziger Herbstmesse statt.
Aussteller:
- Diamant-Fahrräder auf der EXPOVITA 1969
- Diamant-Fahrräder auf der EXPOVITA 1989

### Warenzeichenverband Expovita
Expovita war auch ein Warenzeichenverband (Dachmarke) in der DDR.
Mitglieder waren unter anderem:
- Spielwarenhersteller wie zum Beispiel: VEB VERO Olbernhau, Betrieb des VEB Kombinat Spielwaren Sonneberg;[4]
- Union Außenhandelsgesellschaft mbH für Metallwaren und Sportartikel, Berlin, Wilhelm-Külz-Straße 46 (Exportbereiche: Exportkontore Haushaltwaren, Exportkontor Haushaltgroßgeräte)[2]

## Nachwendezeit

### Namensfolger
Um 2019 gibt es Anbieter, die mit demselben Namen Expovita werben. Darunter zum Beispiel:
- Expovita-Ausstellung „Rund ums Alter“ im Kultuerzentrum Bärenmatte in Suhr (Aargau, Schweiz)
- Expovita-Segelregatta vom Seglerverein Leipzig Süd-West